# 原武郡
原武郡，中国古代的郡。
曹魏在河南尹的原武县设置原武典农校尉。魏元帝咸熙元年（264年），升原武典农校尉为原武郡，治所在原武县（故治在今河南省原阳县）。西晋武帝泰始年间废原武郡，并入荥阳郡。